# Natale Bonifacio
Pour les articles homonymes, voir Bonifacio (homonymie).
Natale Bonifacio ou Natale Bonifazio, né le 23 décembre 1538 à Šibenik et mort le 23 février 1592 dans la même ville, est un graveur italien, principalement à l'eau-forte, actif à Venise puis à Rome.
Il est notamment connu pour les planches de l'ouvrage Della Trasportatione dell’Obelisco Vaticano publié à Rome en 1590, où il a gravé le transfert et l'érection des obélisques du Vatican par Domenico Fontana, architecte du pape Sixte Quint.

## Biographie
Fils de Girolamo, d'une famille noble originaire de Capoue, Natale Bonifacio naît le 23 décembre 1538 à Šibenik (Sebenico en italien) en Dalmatie, alors sous la domination de Venise. Ses premières années ne sont pas connues ; il est documenté à partir de 1568, où il est installé à Venise ; il publie de 1568 à 1570 plusieurs cartes géographiques, notamment de différents lieux sous domination vénitienne en mer Méditerranée (Chypre, Candie, Cythère, Céphalonie, Corfou...) .
En 1575, Bonifacio s'installe à Rome. Le 5 juillet 1579, il est reçu dans la confrérie de San Girolamo dei Croati, dont il devient le gardien le 10 avril 1580, le syndic en 1582 et le chambellan en 1583 ; l'année suivante, en raison d'erreurs dans ses comptes, il est contraint de graver sur cuivre pour Noël 1586 deux images de saint Jérôme pour les cierges offerts au pape à la fête de la Chandeleur. En 1589, il retourne à Šibenik pour assister sa mère malade, laissant sa femme Maddalena Guerrini à Rome avec les enfants.
En 1590, il grave les planches pour l'ouvrage consacré au déplacement des obélisques du Vatican.
Natale Bonifacio meurt le 23 février 1592 dans sa ville natale.

## Œuvres
Une liste exhaustive des gravures de Natale Bonifacio est difficile à établir : il les signe soit de son nom complet (avec parfois les adjectifs sebenicensis, dalmatinus), soit des simples initiales N B, ce qui a pu porter confusion avec d'autres graveurs.
Ses planches sont principalement des gravures à l'eau-forte. Sa production de cartes, de plans de forteresses et d'îles est particulièrement importante. Il illustre deux livres publiés à Rome :
- en 1588, un livre d'emblèmes de Principio Fabricii en mémoire du pape Grégoire XIII, Delle Allusioni, imprese et emblemi sopra la vita, opere et attioni di Gregorio XIII, pontefice maximo, avec un frontispice, une planche de dédicace et 231 emblèmes allégoriques, ainsi que des vues de Rome[3].
- en 1590, l'ouvrage écrit par Domenico Fontana, architecte du pape Sixte V, concernant le retrait de l'obélisque du Vatican. Il inscrit son nom sur ces planches : Natalis Bonifacius Sibenicensis, fec.[2],[4].

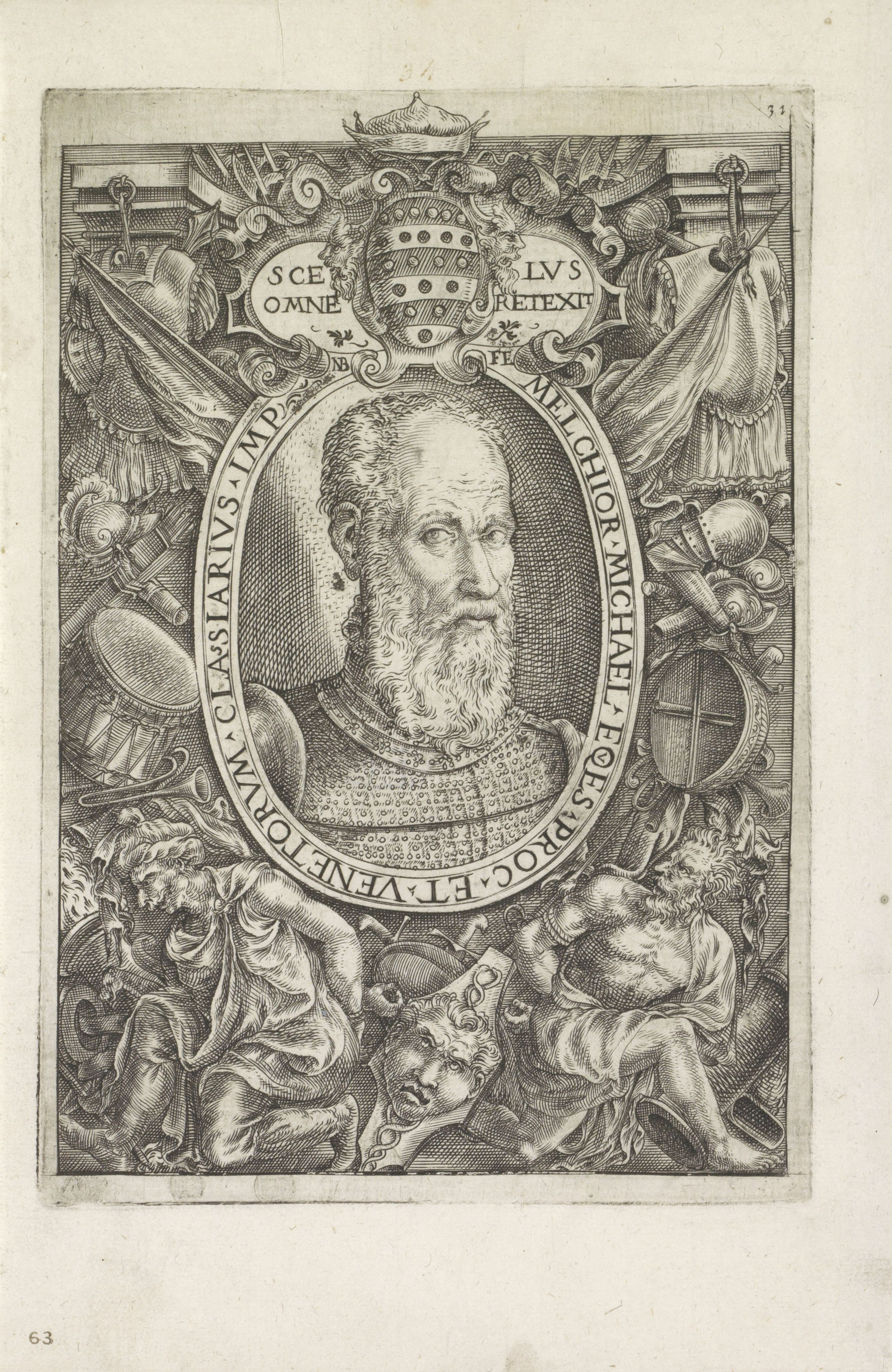
Portrait de Melchior Michael, amiral de la flotte vénitienne, dans Imagines quorundam principum et illustrium virorum', Venise, Bolognino Zaltieri, 1568.
Carte de l'ile de Chypre, 1570.
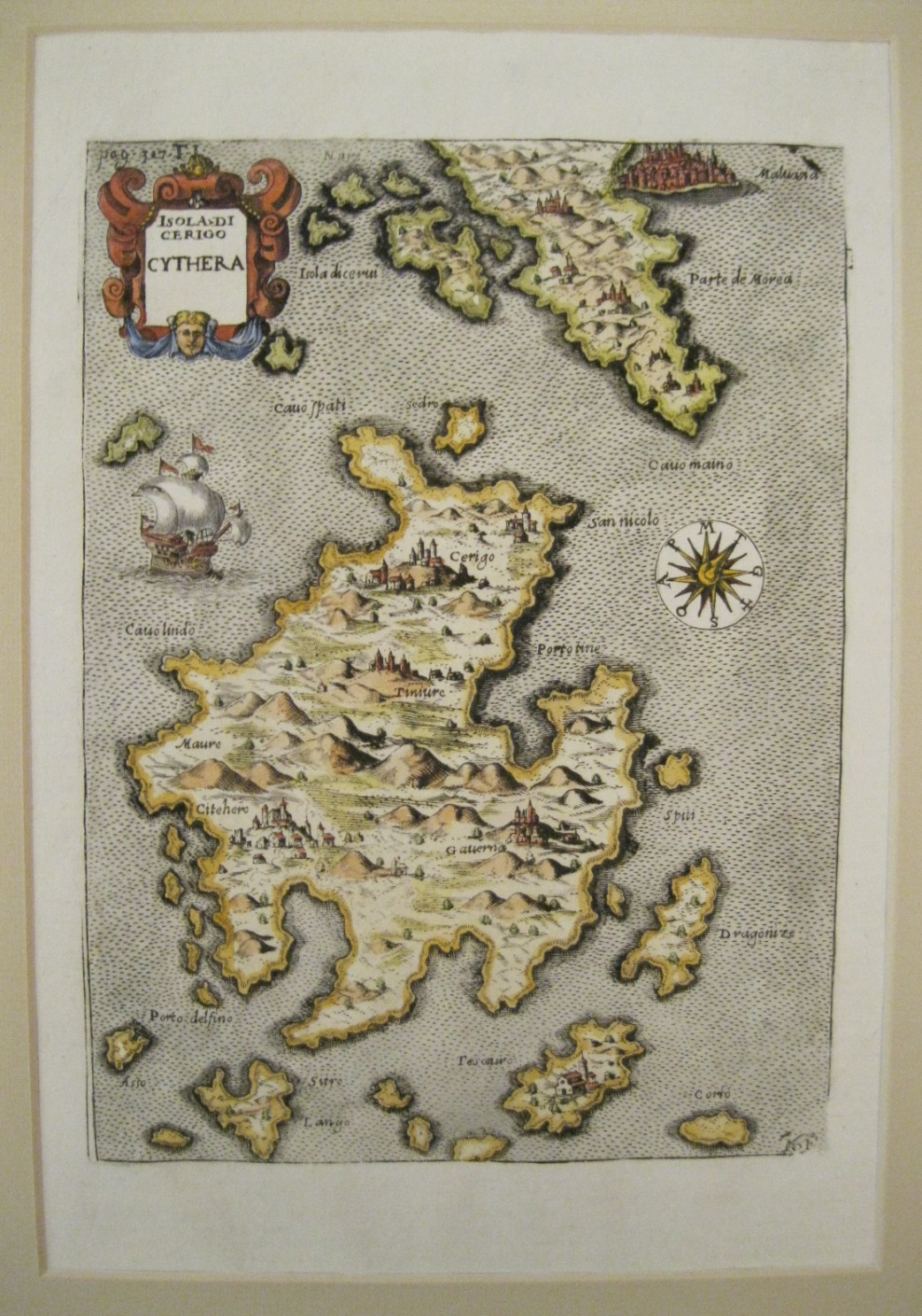
Carte de l'île de Cythère (mise en couleurs à époque moderne).
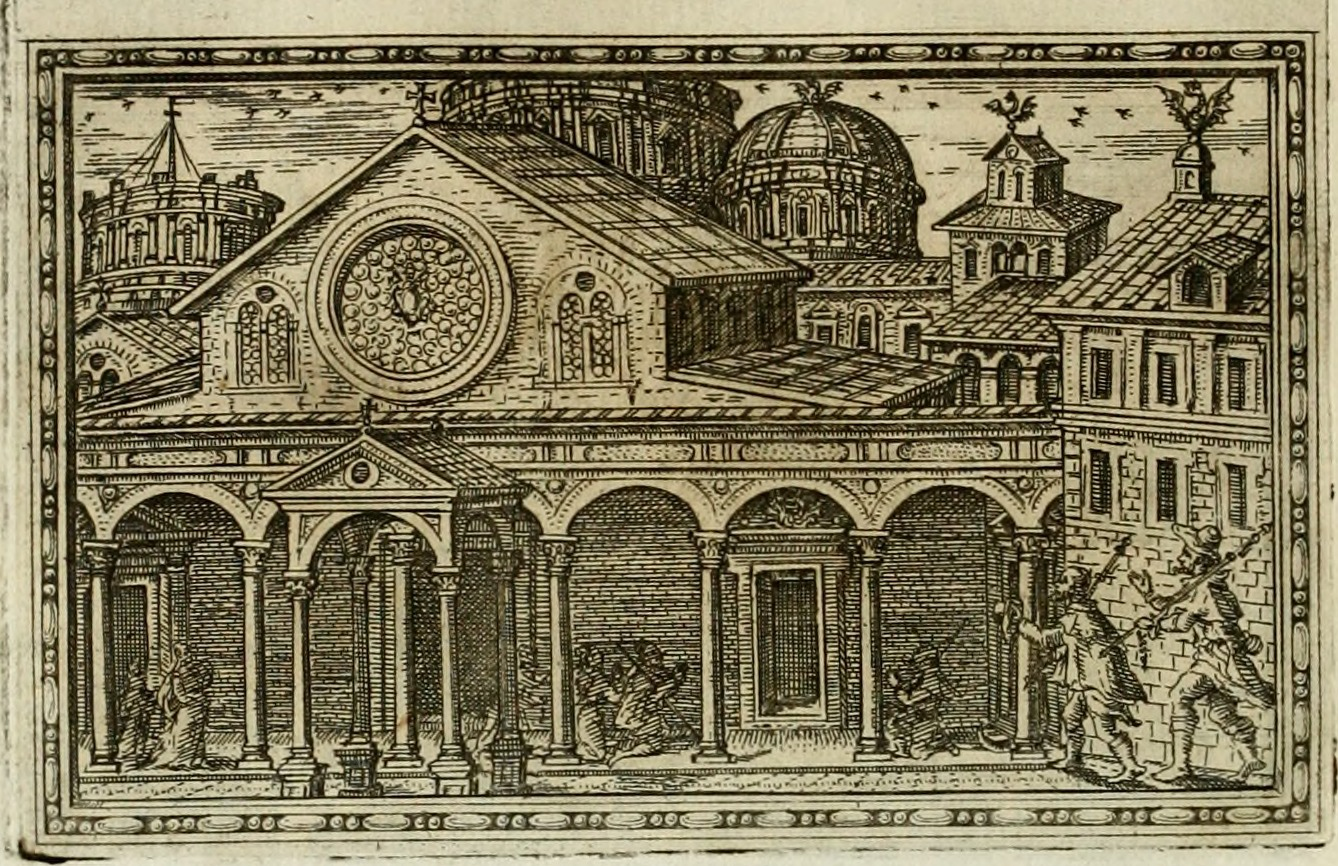
Gravure dans : Principio Fabricii, Delle Allusioni, imprese et emblemi sopra la vita, Rome, Bartolomeo Grassi, 1588.
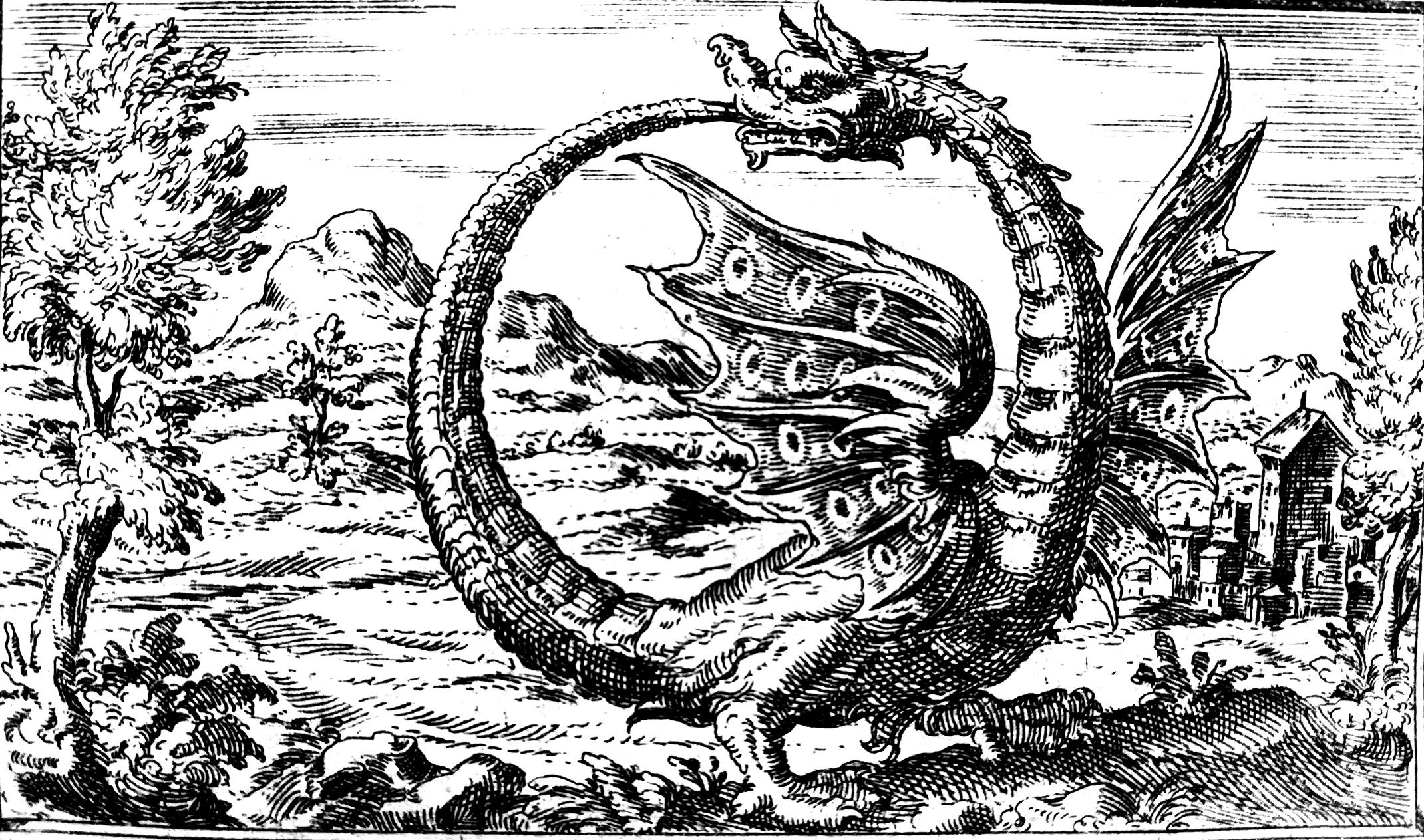
Dragon, emblème dans Principio Fabricii, Delle Allusioni, imprese et emblemi sopra la vita, opere et attioni di Gregorio XIII, pontefice maximo, Rome, Bartolomeo Grassi, 1588.
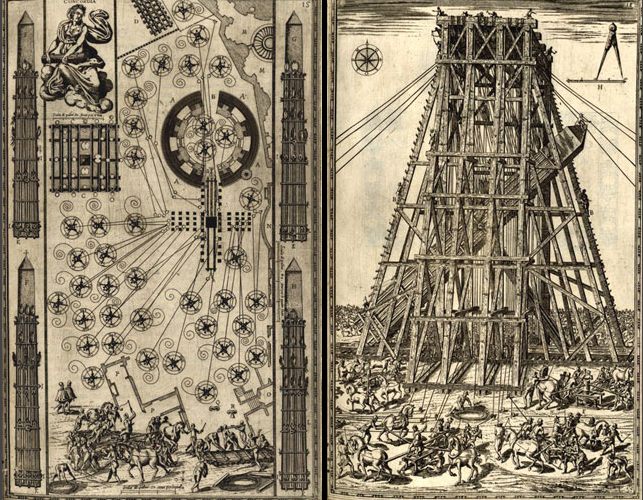
Gravure dans : Domenico Fontana, Della trasportatione dell'obelisco vaticano et delle fabriche di ... papa Sisto V...', Rome, Domenico Basa, 1590.
Gravure dans : Domenico Fontana, Della trasportatione dell'obelisco vaticano et delle fabriche di ... papa Sisto V...', Rome, Domenico Basa, 1590.
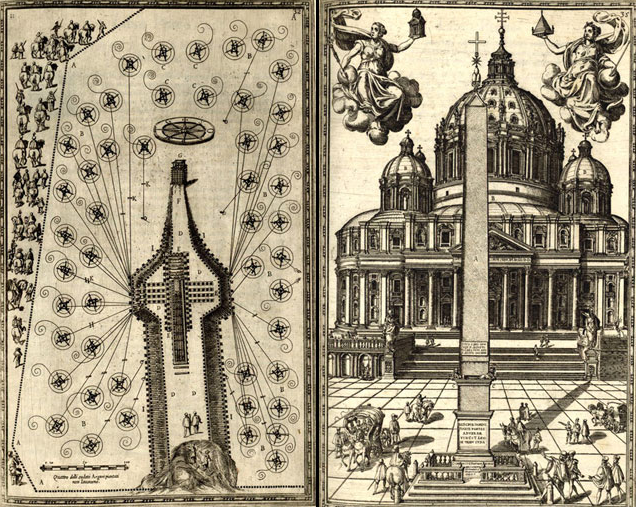
Gravure dans : Domenico Fontana, Della trasportatione dell'obelisco vaticano et delle fabriche di ... papa Sisto V...', Rome, Domenico Basa, 1590.